# تود كارمايكل
تود كارمايكل (بالإنجليزية: Todd Carmichael)‏ هو مستكشف أمريكي، ولد في 30 أغسطس 1963 في سبوكين في الولايات المتحدة.

## وصلات خارجية
- تود كارمايكل على موقع IMDb (الإنجليزية)
- تود كارمايكل على موقع قاعدة بيانات الفيلم (الإنجليزية)